# 福岡県立玄界高等学校
福岡県立玄界高等学校（ふくおかけんりつ げんかいこうとうがっこう）は、福岡県古賀市舞の里三丁目にある公立高等学校。
県内では通常、「玄界」または「玄高」（げんこう）と呼ばれる。

## 沿革
- 1987年（昭和62年） - 福岡県立玄界高等学校が設立され、同年度から学校教育を開始。
- 1990年（平成2年） - 第1回卒業式

## 校歌
- 作詞: 吉田秀男
- 作曲: 尾木恒雄

## 学科
- 普通科
  - 一般コース
  - 国際文化コース

## 通学区
福岡県第四学区。
- 宗像市
- 福津市
- 糟屋郡全域
- 古賀市
- 福岡市のうち以下の地域
  - 東区
  - 博多区のうち博多・千代・吉塚中学校の校区

国際文化コースは福岡県内全域。

## アクセス
最寄りの鉄道駅
- JR九州 鹿児島本線「千鳥駅」より徒歩15分

最寄りのバス停
- 西鉄バス宗像「玄界高校前」バス停より徒歩3分

最寄りの道路
- 国道3号

## 著名な出身者
- 家入一真 - 起業家　※中退
- 与田祐希 - アイドル（乃木坂46）　※転校